# Content Collaboration Platform
Eine Content Collaboration Platform (CCP) ist eine Kategorie einer Unternehmenssoftware, die Arbeitsprozesse um umfassende Social-Networking-Funktionen erweitert. Ziel einer Collaboration-Softwareanwendung ist es, Innovationen zu fördern, indem Wissensmanagement in die Geschäftsprozesse integriert wird, damit Mitarbeiter Informationen austauschen und Geschäftsprobleme effizienter lösen können.

## Beschreibung
Der Markt für Content-Collaboration-Plattformen umfasst eine Reihe von Produkten und Dienstleistungen, die die Produktivität und Zusammenarbeit ermöglichen. Content-Collaboration-Plattformen können dabei die Arbeitsweise von Einzelpersonen und Teams verändern. Sie unterstützen Unternehmen dabei, in der Zukunft digital zusammenzuarbeiten, um fokussiertes Arbeiten zu ermöglichen. Innerhalb oder außerhalb von Unternehmen fügen sie Struktur und Verständnis hinzu, wenn es um unstrukturierte Daten geht. Darüber hinaus unterstützen Content-Collaboration-Plattformen zunehmend Lightweight Content Management und Workflow Use Cases. Sie bieten Teams die maximale Nachvollziehbarkeit von Texterstellungen und Änderungen.
Der vorausgegangene Enterprise File Sync & Share Markt hat aufgrund des intensiven Wettbewerbs einen Prozess der Kommerzialisierung und Entwicklung der Wertversprechen der Anbieter durchlaufen. Diese Trends haben die Marktkonsolidierung vorangetrieben und die Anbieter gezwungen, über die Synchronisierung und gemeinsame Nutzung von Dateien hinauszuschauen. Sie haben sich zu einer inhaltsgesteuerten Zusammenarbeit für Einzelpersonen und Teams, einer sicheren externen Zusammenarbeit, einem leichten Content-Management und dateizentrierten Workflows entwickelt. Ausgehend von einem anfänglichen Anwendungsfokus haben sich diese Produkte zu Content-Plattformen mit öffentlich verfügbaren APIs für Integration, Anpassung und Erweiterung entwickelt.
Dabei kommen neben Enterprise File Sync & Share und Collaboration auch Aspekte wie Workflow, Compliance (klassische Information Governance, Records Management und Security-Themen) und DSGVO zum Tragen. Dies geht sowohl über die Enterprise File Sync & Share wie auch bisherige Collaboration-Ansätze hinaus. Hinzu kommt die Integration mit Office-Umgebungen wie auch mit Content Services Platforms.

## Essenzielle Charakteristika
Das wesentliche Merkmal einer Content Collaboration Platform ist der mobile Zugriff auf Daten; dies wird gewährleistet durch eine Dateisynchronisation zwischen Geräten und Cloud-Repositories. Auch eine Dateifreigabe mit Personen und Anwendungen innerhalb oder außerhalb eines Unternehmens gehört zu den Hauptbestandteilen. Durch konfigurierbare Ordner ist eine Zusammenarbeit im Team möglich. Zuletzt gehört auch ein Inhalts-Repository dazu. Dies kann cloudbasiert oder vor Ort, nativ auf der Content Collaboration Platform oder auf Basis anderer Dateiserver oder Repositories erfolgen.

## Merkmale
Zu den Merkmalen zählen Multiclient-Unterstützung, einschließlich nativer mobiler Anwendungen, eines Webbrowser-Clients, einer nativen Desktop-Anwendung und der Integration mit Produktivitäts- oder Verwaltungsanwendungen von Drittanbietern, moderne Benutzeroberflächen mit optimierten Interaktionsfunktionen wie "Drag and Drop" für Dateien und Öffnen von Dateien in mobilen Apps sowie ein granularer Datei-, Ordner- und Synchronisation, Freigabe und Suche; zusätzliche "Laufwerk"- und "Streaming"-Funktionen für eine verbesserte Benutzererfahrung auf Desktops mit Ordnern in einem Cloud-Repository (Streaming bedeutet, dass Benutzer Zugriff auf einen unbegrenzten Speicherplatz erhalten, ohne ihren Festplattenspeicher zu nutzen).
Ebenso beinhalten sie die Bearbeitung und -annotation für die Produktivität der Benutzer oder durch Integration mit Drittanbieter-Suiten wie Microsoft Office 365 und Google Docs, Arbeitsbereiche für Teams oder Projekte, mit kollaborativem Content Authoring, Change Tracking, Dateikommentare, Gespräche und Dateiversionierung. Die Funktionalität "Team Drive" auf dem Desktop kann herkömmliche Netzlaufwerke und Dateifreigaben ersetzen sowie einen Zusammenschluss von externen Dateiservern und Content-Repositories mit dem CCP-Repository und vereinheitlichte Suche und Abruf über Repositories für IT-Administration und Governance. Integration mit der Dateninfrastruktur und den Repositories von Unternehmen, Unternehmensservern und Cloud Services.
Die Tools beinhalten APIs für den Zugriff auf Inhalte im Content-Collaboration-Platform-Repository oder im zugeordneten Datenbereich sowie vorgefertigte Konnektoren für häufig verwendete Produktivitäts- und Geschäftsanwendungen oder -systeme, eine leichte Inhaltsverwaltung, einschließlich Versionsverwaltung, Metadatenklassifizierung, Suche, Aufbewahrungsrichtlinien, Audit-Trail und E-Discovery sowie Workflows, einschließlich dokumentenbasierter Prozessautomatisierung mit Aktionen auf Dateien, Aufgabenbenachrichtigungen und Dateiverarbeitung, die durch Ereignisse ausgelöst werden, nativ oder durch andere Tools.
Sie erlauben die Inhaltsanalyse und -analyse für IT- und Geschäftsinformationen, einschließlich Benutzerpräferenzen, Arbeitsmuster, soziale Interaktionen und Berührungspunkte, Sicherheit und Datenschutz auf Geräten, Cloud-Diensten, Repositorien oder Servern. Dazu gehören Passwortschutz, Datenlöschung, Verschlüsselung, Data Loss Prevention (DLP) und Digital Rights Management (DRM) sowie Data Governance, einschließlich Dateizugriffskontrolle, Aufbewahrung, zentralisierte Überwachung, Klassifizierung und Datenspeicherung. Einhaltung der Allgemeinen Datenschutz-Grundverordnung (DSGVO) der EU und anderer Vorschriften.
Ebenso beinhalten sie die Verwaltung und Management, einschließlich der Integration mit Standardprotokollen für Unternehmensidentität, Zugriffsverwaltung und Authentifizierung; Richtlinien- und Regelmanagement mit zentralisierten Verwaltungstools; Dashboard für Leistungsberichte mit Visualisierung sowie flexible Bereitstellungsmodelle, einschließlich Public, Hybrid oder Private Clouds und On-Premise.

## Beispiele für Content-Collaboration-Plattformen
Beispiele sind Box, Brainloop, doubleSlash Business Filemanager, CenterDevice, Doxis4, Dropbox Business, Editive, Egnyte Connect, FTAPI, Google Drive, HornetDrive, MangoApps, Netfiles, OneDrive for Business, ownCloud, TeamBeam und UnisCon.